# Carinodes bispinus
Carinodes bispinus är en stekelart som först beskrevs av Brulle 1846.  Carinodes bispinus ingår i släktet Carinodes och familjen brokparasitsteklar. Inga underarter finns listade.